# 이봉근 (바둑 기사)
이봉근(李奉根, 1946년 4월 17일 ~ 2019년 8월 11일, 경기도 포천군 출생)은 대한민국의 바둑 기사이다. 1966년에 입단했으며, 1997년 7단을 거쳐 2004년에 8단으로 승단했다. 2016년 12월, 한국기원 전문기사 생활 50년만에 은퇴했다. 2019년 8월 11일  만 73세를 일기로 숙환으로 별세하였다.

## 약력
- 2004 제1기 전자랜드배 왕중왕전 봉황부 16강
- 2005 제5기 잭필드배 프로시니어기전 본선